# Gravenhurst (Ontario)
Pour les articles homonymes, voir Gravenhurst (homonymie).
Gravenhurst est une ville de la municipalité de district de Muskoka en Ontario au Canada. Elle est située à environ quinze kilomètres au sud de Bracebridge.
Elle dispose de la gare de Gravenhurst.

## Démographie
| 2001   | 2006   | 2011   | 2016   |
| ------ | ------ | ------ | ------ |
| 10 899 | 11 046 | 12 055 | 12 311 |